# جورج فيلهلم ستيلر
جورج فيلهلم ستيلر (بالألمانية: Georg Wilhelm Steller (Stöller))‏ (و. 1709 – 1746 م) هو مستكشف، وعالم الإنسان، وعالم طيور، وعالم طبيعي، وعالم نبات من ألمانيا. ولد في باد ويندسهايم.
وكان عضوًا في الأكاديمية الروسية للعلوم.
توفي في تيومين، عن عمر يناهز 37 عاماً.

## روابط خارجية
- جورج فيلهلم ستيلر على موقع الموسوعة البريطانية (الإنجليزية)